# Caduta dei gravi

Caduta di un grave.

La caduta dei gravi è uno dei principali tipi di esperimenti svolti da Galileo per studiare la gravità terrestre e il movimento dei corpi. Costituisce una delle tappe che ha portato alla nascita della scienza moderna.

## Legge dell'accelerazione
Galileo Galilei mostrò che i corpi materiali cadono nel vuoto (escludendo quindi qualunque effetto di attrito dell'aria) tutti con la stessa accelerazione, indipendentemente dalla loro massa; questo fenomeno è conseguenza diretta dell'equivalenza tra massa gravitazionale e massa inerziale. Da essa si dedusse che ogni corpo, in prossimità della superficie terrestre, subisce un'accelerazione pari a circa:
{\displaystyle g\approx 9{,}81\,\mathrm {\frac {m}{s^{2}}} }
La formula esatta per l'accelerazione può essere ricavata dalla legge della forza gravitazionale:
{\displaystyle \mathbf {F} (\mathbf {r} )=-{\frac {Gm_{g}M}{r^{2}}}{\hat {\mathbf {r} }}}
dove
- M è la massa della Terra;
- G è la costante gravitazionale;
- mg è la massa (gravitazionale) dell'oggetto soggetto alla forza gravitazionale;
- r è la distanza del corpo dal centro della Terra.

Siccome la distanza tra il grave e il centro della Terra è pari a circa il raggio terrestre R, questa equazione si approssima con
{\displaystyle \mathbf {F} \approx -{\frac {GMm_{g}}{R^{2}}}{\hat {\mathbf {r} }}=-m_{g}g{\hat {\mathbf {r} }}=m_{g}\mathbf {g} }
dove {\displaystyle g:={\frac {GM}{R^{2}}}}.
Sostituendo nel secondo principio della dinamica si ha
{\displaystyle \mathbf {F} =m_{i}\mathbf {a} =m_{g}\mathbf {g} }
Dato che le masse gravitazionali e inerziali sono proporzionali, per esse si sceglie la stessa unità di misura in modo che, semplificando, si ottenga per l'accelerazione
{\displaystyle \mathbf {a} =\mathbf {g} }
indipendentemente dalla massa del corpo sottoposto alla forza di gravità. La relazione, proiettata lungo la verticale, diventa:
{\displaystyle a_{r}\approx -9{,}81\,\mathrm {ms^{-2}} }.

## Legge oraria
La legge oraria che descrive la caduta dei gravi è quella tipica del moto uniformemente accelerato:
{\displaystyle x(t)=x_{o}+v_{o}t+{\frac {1}{2}}at^{2}}
dove x(t) è la distanza percorsa dal corpo (espressa come funzione del tempo), {\displaystyle x_{o}} la posizione del corpo nell'istante iniziale {\displaystyle t_{o}=0}, t il tempo impiegato, {\displaystyle v_{o}} la velocità iniziale ed a l'accelerazione a cui è sottoposto il corpo.
Nel caso in esame, considerando un corpo che è sottoposto all'azione della forza di gravità con velocità iniziale {\displaystyle V_{o}} uguale a zero, in un sistema di riferimento che ha verso positivo allontanandosi dal suolo, la legge oraria scritta sopra diventa:
{\displaystyle x(t)=-{\frac {1}{2}}gt^{2}}
dove il segno negativo è dovuto al fatto che il corpo si sta muovendo contrariamente al verso scelto come positivo nel sistema di riferimento.

Tuttavia la notazione utilizzata sopra si rivela utile nel caso in cui si stia studiando un moto che avviene in più di un verso (o direzione eventualmente), come per esempio il moto del proiettile; se il moto del grave avviene in una sola direzione e in un solo verso è conveniente assegnare valore positivo all'accelerazione di gravità.
Se immaginiamo di far cadere in assenza di attrito due oggetti di massa diversa dalla medesima altezza e con la stessa velocità iniziale {\displaystyle v_{o}}, dalla legge oraria segue direttamente che il tempo di caduta sarà identico (si noti che la massa non compare in nessuna delle precedenti equazioni).

## Spazio percorso durante l'n-esimo secondo
Per un grave in caduta libera con velocità iniziale uguale a zero, sottoposto alla sola forza peso, lo spazio percorso (espresso in metri) durante l'n-esimo secondo è pari a:
{\displaystyle g\left(n-{\frac {1}{2}}\right)}
Infatti, calcolare tale spazio significa calcolare la differenza tra lo spazio percorso dopo {\displaystyle n} secondi e lo spazio percorso dopo {\displaystyle (n-1)} secondi, ovvero:
{\displaystyle x(n)-x(n-1)={\frac {1}{2}}gn^{2}-\left[{\frac {1}{2}}g(n-1)^{2}\right]}
da cui sviluppando i quadrati e semplificando segue il risultato. Il segno positivo nell'accelerazione {\displaystyle g} è assunto per determinare uno spazio positivo, indipendentemente da qualsiasi sistema di riferimento.
Si noti che, data la generalità della formula, il risultato che si ottiene è uguale per tutti gli intervalli di ampiezza 1 secondo.

## Velocità di impatto
Per un corpo in caduta libera, la velocità finale {\displaystyle v_{f}} d'impatto con il suolo è uguale a:
{\displaystyle v_{f}={\sqrt {2gh}}}
dove h è l'altezza iniziale (espressa in metri) del corpo rispetto al suolo.
Le equazioni necessarie al calcolo di {\displaystyle v_{f}} sono quelle della velocità v(t) e la legge oraria che caratterizzano il moto uniformemente accelerato, ovvero (nelle rispettive forme compatte):
{\displaystyle \left\{{\begin{matrix}x(t)={\frac {1}{2}}gt^{2}\\v(t)=gt\\\end{matrix}}\right.}
Inserendo i dati del problema il sistema diventa:
{\displaystyle \left\{{\begin{matrix}h={\frac {1}{2}}gt_{f}^{2}\\v_{f}=gt_{f}\\\end{matrix}}\right.}
dove {\displaystyle t_{f}} è l'istante in cui il corpo impatta con il suolo.
Dalla prima equazione si ricava:
{\displaystyle t_{f}={\sqrt {\frac {2h}{g}}}}
da cui sostituendo nell'equazione della velocità:
{\displaystyle v_{f}=g{\sqrt {\frac {2h}{g}}}={\sqrt {g^{2}{\frac {2h}{g}}}}={\sqrt {2gh}}}
Allo stesso risultato si poteva giungere utilizzando la legge di conservazione dell'energia meccanica; infatti, se chiamiamo {\displaystyle E_{0}} l'energia iniziale e {\displaystyle E_{1}} quella finale si avrà:
{\displaystyle \left\{{\begin{matrix}E_{0}=U=mgh\\E_{1}=T={\frac {1}{2}}mv_{f}^{2}\\\end{matrix}}\right.}
dove {\displaystyle v_{f}} è la velocità finale. Dalla legge di conservazione dell'energia segue che:
{\displaystyle mgh={\frac {1}{2}}mv_{f}^{2}}
da cui:
{\displaystyle gh={\frac {1}{2}}v_{f}^{2}}; {\displaystyle 2gh=v_{f}^{2}}; {\displaystyle v_{f}={\sqrt {2gh}}}
La relazione che lega invece la velocità con il tempo è:
{\displaystyle v_{f}=v_{0}+gt}
dove {\displaystyle v_{0}} è la velocità iniziale con cui il corpo cade.

## Velocità limite
Se si esamina il caso di un corpo in caduta libera sottoposto alla resistenza viscosa di un fluido (ad es. aria), dal secondo principio della dinamica è possibile esprimere la velocità di tale corpo come funzione del tempo.
{\displaystyle v(t)={\frac {mg}{\beta }}\left(1-e^{-{{\frac {\beta }{m}}t}}\right)}
dove β è un coefficiente che varia in base alla forma del corpo e al fluido in cui esso si muove; dimensionalmente:
{\displaystyle [M][LT^{-2}]=[\beta ][LT^{-1}]\iff [\beta ]=[MT^{-1}]=[{\frac {Kg}{s}}]}
risultato che si ricava dall'equazione che esprime la forza di resistenza del mezzo:
{\displaystyle f=-\beta v}
Per individuare la funzione velocità indicata sopra, occorre partire dalla seconda legge della dinamica:
{\displaystyle f=ma=m{\frac {dv}{dt}}}
la quale è un'equazione differenziale a variabili separabili:
{\displaystyle mg-\beta v=m{\frac {dv}{dt}}\quad \Rightarrow \quad {\frac {dv}{dt}}=g-{\frac {\beta }{m}}v\quad \Rightarrow \quad {\frac {dv}{g-{\frac {\beta }{m}}v}}={dt}}
Integrando ciascun membro:
{\displaystyle \ \int _{v(0)}^{v(t)}{\frac {dv}{g-{\frac {\beta }{m}}v}}\,=\int _{0}^{t}dt}
si ottiene:
{\displaystyle {\begin{aligned}{\left[\ln \left(g-{\frac {{\beta }v}{m}}\right)\right]}_{v_{0}}^{v}=-{\frac {\beta }{m}}t&\quad \Rightarrow \quad \ln \left({\frac {{\beta }v-mg}{{\beta }{v_{0}}-mg}}\right)=-{\frac {\beta }{m}}t\\&\quad \Rightarrow \quad {\frac {{\beta }v-mg}{{\beta }{v_{0}}-mg}}=e^{-{{\frac {\beta }{m}}t}}\\&\quad \Rightarrow \quad v\left(t\right)={\frac {mg}{\beta }}+\left({v_{0}-{\frac {mg}{\beta }}}\right)e^{-{{\frac {\beta }{m}}t}}\end{aligned}}}
La formula precedente descrive il caso {\displaystyle v_{0}\neq 0}.
Si nota che:
{\displaystyle \lim _{t\to +\infty }\left[{\frac {mg}{\beta }}+\left({v_{0}-{\frac {mg}{\beta }}}\right)e^{-{{\frac {\beta }{m}}t}}\right]={\frac {mg}{\beta }}}
che è il valore costante a cui tende la velocità del corpo in caduta, all'aumentare del tempo (velocità limite o velocità di regime).
Tale risultato mostra come la velocità limite dipenda (oltre che da g) dal rapporto tra la massa del corpo e il coefficiente β: fissato m, la velocità limite diminuisce all'aumentare di β, ovvero all'aumentare della superficie che l'oggetto volge alla direzione del moto.
C'è inoltre da notare un'altra caratteristica, se il corpo è in partenza verticalmente con una velocità {\displaystyle v_{y_{0}}} si può scrivere:
{\displaystyle v(t)=v_{y_{0}}{\mathit {e}}^{-{\frac {\beta }{m}}t}+{\frac {mg}{\beta }}\left(1-{\mathit {e}}^{-{\frac {\beta }{m}}t}\right)}
Applicando il limite per {\displaystyle m\to \infty } si ha:
{\displaystyle \lim _{m\to \infty }\left[v_{y_{0}}{\mathit {e}}^{-{\frac {\beta }{m}}t}+{\frac {mg}{\beta }}\left(1-{\mathit {e}}^{-{\frac {\beta }{m}}t}\right)\right]=v_{y_{0}}+gt}
Cioè la velocità è la stessa che si avrebbe senza resistenza dell'aria, questo significa che più la massa è grande più la sua traiettoria assomiglia ad una parabola ed il moto è parabolico. In particolare questo ci informa che, se prendiamo due corpi con un coefficiente {\displaystyle \beta } uguale ma con massa diversa, quello con massa maggiore avrà una gittata maggiore rispetto a quella con massa minore. Infatti di per sé la resistenza dell'aria fa in modo di ridurre la gittata rispetto a quella parabolica.

## Equazioni del moto con resistenza dell'aria
Con la resistenza dell'aria il moto del corpo in caduta è diverso da quello ideale parabolico, questo perché durante la fase di volo il corpo subisce un attrito che ne rallenta il percorso, si ha quindi una forza che si oppone al moto che è la resistenza dell'aria. Infatti il corpo si muove dentro un fluido che è l'aria ed è sottoposto quindi ad un attrito viscoso.
La forza di attrito che si oppone al moto possiamo esprimerla come:
{\displaystyle \mathbf {D} =b\mathbf {v} }
Dove b è una costante che dipende strettamente dalle caratteristiche del corpo. Per cui la forza totale agente sul corpo sarà
{\displaystyle \mathbf {F} =\mathbf {P} -\mathbf {D} }
Scomponendo nelle componenti cartesiane e considerando la forza gravitazionale costante (quindi l'accelerazione gravitazionale sarà pari a g), raccogliendo si può scrivere
{\displaystyle ma_{x}{\hat {u_{x}}}+ma_{y}{\hat {u_{y}}}=-bv_{x}{\hat {u_{x}}}-(mg+bv_{y}){\hat {u_{y}}}}
Si ottiene il sistema
{\displaystyle \left\{{\begin{array}{lc}ma_{x}=-bv_{x}\\ma_{y}=-mg-bv_{y}\end{array}}\right.}
Portiamo tutto al primo membro e dividiamo tutto per la massa del corpo m, possiamo a questo punto sostituire l'accelerazione con la derivata seconda dello spazio rispetto al tempo e la velocità con la derivata prima rispetto al tempo, otteniamo
{\displaystyle \left\{{\begin{array}{lc}{\ddot {x}}+{\frac {b}{m}}{\dot {x}}=0\\{\ddot {y}}+{\frac {b}{m}}{\dot {y}}+g=0\end{array}}\right.}
Per semplicità sostituiamo {\displaystyle \varepsilon ={\frac {b}{m}}} otteniamo dunque:
{\displaystyle \left\{{\begin{array}{lc}{\ddot {x}}+\varepsilon {\dot {x}}=0\\{\ddot {y}}+\varepsilon {\dot {y}}+g=0\\\varepsilon ={\frac {b}{m}}\end{array}}\right.}
Si tratta di due equazioni differenziali, una soluzione della seconda del sistema è
{\displaystyle u(x)=-{\frac {gt}{\varepsilon }}}
Inoltre consideriamo anche le condizioni iniziali {\displaystyle x(0)=x_{0},{\dot {x(0)}}=v_{x_{0}}} ed {\displaystyle y(0)=y_{0},{\dot {y(0)}}=v_{y_{0}}}. Tutti questi dati ci permettono di risolvere le equazioni differenziali ottenendo le equazioni del moto in forma parametrica
{\displaystyle \left\{{\begin{array}{lc}x(t)=x_{0}+{\frac {v_{x_{0}}}{\varepsilon }}\cdot \left(1-{\mathit {e}}^{-\varepsilon t}\right)\\y(t)=y_{0}-{\frac {gt}{\varepsilon }}+{\frac {v_{y_{0}}\varepsilon +g}{\varepsilon ^{2}}}\cdot \left(1-{\mathit {e}}^{-\varepsilon t}\right)\\\varepsilon ={\frac {b}{m}}\end{array}}\right.}
Ed, attraverso delle sostituzioni, l'equazione esplicita di y in funzione di x:
{\displaystyle y=y_{0}+{\frac {\ln \left(1-{\frac {\varepsilon }{v_{x_{0}}}}\cdot (x-x_{0})\right)}{\varepsilon ^{2}}}g+{\frac {v_{y_{0}}\varepsilon +g}{v_{x_{0}}\varepsilon }}\cdot (x-x_{0})}

## Approfondimenti
La teoria esposta qui sopra tratta solo della caduta dei gravi in verticale. Il campo gravitazionale, inoltre, è supposto costante, cosa che sulla Terra in condizioni normali è un'ottima approssimazione, (infatti dà errori incomparabilmente inferiori a quelli dati dal trascurare la resistenza dell'aria).
A Newton si deve la teoria gravitazionale esatta e completa (non relativistica), e la gloria di aver mostrato che una mela o un sasso cadendo seguono esattamente le stesse equazioni che fanno girare la Terra intorno al Sole. Un sasso lanciato in aria percorre un'ellisse, nel cadere verso il suolo (sempre trascurando la resistenza dell'aria). La traiettoria che vediamo noi è una piccolissima parte di questa ellisse, tanto piccola da essere indistinguibile da un segmento di parabola (che sarebbe la traiettoria seguita se la gravità fosse costante).
Per approfondire vedi:
- Legge di gravitazione universale
- Leggi di Keplero e loro derivazione